# 1761

## Родени
- 8 март – Ян Потоцки, полски писател и пътешественик
- 28 октомври – Аугуст Бач, германски миколог
- 24 декември – Селим III, султан на Османската империя

## Починали
- 17 април – Томас Бейс,
- 29 юни – Елизабета Албертина фон Сакс-Хилдбургхаузен, германска принцеса